# Sprogreskripterne
Sprogreskripterne er navnet på forskellige kongelige forordninger med regelsæt for sprogforholdene i Slesvig. De første slesvigske/sønderjyske sprogforordninger blev udstedt i 1807 og 1810 af Frederik 6.. I 1840 udsendte Christian 8. et reskript, der fastsatte, at retssproget, som tidligere havde været tysk, fremover skulle være dansk i de sogne, hvor det i forvejen var skole- og kirkesprog. Mest kendt er de regenburgske sprogreskripter fra 1851, opkaldt efter embedsmanden Theodor August Jes Regenburg. Hermed fastslog myndighederne, at dansk skulle være skole- og kirkesprog i de områder, hvor det var folkesprog. I 49 sogne samt Tønder by blev dansk indført som skolesprog, mens kirkesproget skulle veksle mellem dansk og tysk i de blandede områder. Formålet med sprogreskripterne var at stoppe sprogskiftet fra dansk til tysk, som var i gang i 1900-tallet i Mellemslesvig .

## Baggrund
Talesproget i store dele af Slesvig/Sønderjylland var op til 1900-tallet dansk. I den sydvestlige del blev der også talt nordfrisisk. Fra syd udbredte sig dog allerede fra senmiddelalderen nedertysk. Det var især adelen og købmændene, men også kancellierne som brugte det nedertyske sprog. I løbet af 1600-tallet blev nedertysk efterhånden afløst af højtysk som forvaltnings- og retssprog i hertugdømmet . I det sydlige Slesvig blev højtysk også brugt som kirke- og senere som skolesprog. Dette førte til adskillige petitioner, hvor borgere kritiserede forholdene og ønskede en indførelse af dansk som forvaltnings- og retssprog samt kirke- og skolesprog i Slesvigs dansktalende områder . Men da tysk blev forbundet med en højere social status valgte også mange at benytte sig af det tyske sprog. I løbet af 1800-tallet skiftede endelig folkesproget i det sydlige Slesvig helt fra dansk-sønderjysk til tysk-nedertysk. I 1807 bestemte Frederik 6., at forordninger for Slesvig - som hidtil kun blev udstedt på tysk- også skulle udstedes på dansk. Den 15. december 1810 udstedte han en forordning, der påbød dansk som kirke-, skole- og retssprog i de dele af Slesvig, hvor folkesproget var dansk. Forordningen blev dog ikke omsat på grund af embedsmændenes modstand . Igen omkring 1830 foreslog Christian Paulsen, at der skulle indføres danske sprogtimer i de senere blandede distrikter i det sydlige Slesvig, hvor folkesproget endnu var dansk, mens kirke- og skolesproget var tysk, hvilket dog heller ikke blev realiseret.
I juli 1838 blev der indsendt en petition med ønske om indførelse af dansk administrations- og retssprog til den slesvigske stænderforsamling, som blev afvist med stemmerne 21 imod og 18 for. Petitionen var dog baggrunden for det kongelige sprogreskript fra den 14. maj 1840, hvormed dansk blev indført som rets- og forvaltningssprog, hvor kirke- og skolesproget allerede var dansk (altså i det nordlige Slesvig). I det sydlige Slesvig forblev tysk forvaltningssprog. To år senere kom sprogforholdene i Slesvig/Sønderjylland for alvor på den politiske dagsorden, da den liberale og dansksindede deputerede Peter Hiort Lorenzen talte dansk i den slesvigske stænderforsamling, hvor sproget ellers var fastlagt som højtysk. 

## Regenburgske sprogreskripter fra 1851
Efter den 1. Slesvigske Krig kom der et nyt sprogreskript. Ministeren for Hertugdømmet Slesvig F.F. Tillisch styrede Slesvig i kongens navn og havde delt hertugdømmet i tre bælter: Et dansk (Nord-), et tysk (Syd-) og et blandet, kaldet Mellemslesvig. Det nordfrisiske sprogområde i sydvest blev lagt til det sydlige bælte med tysk kirke- og skolesprog. Det havde i begyndelsen været foreslået også at indføre et bælte med frisisk skole- og kirkesprog på den del af vestkysten, hvor nordfrisisk endnu var talesprog, men det opgav man senere, fordi der (endnu) ikke var et etableret nordfrisisk skriftsprog. Under Tillisch' ledelse blev det den 35-årige Regenburgs opgave at reorganisere Slesvigs kirke- og skolevæsen, der efter Treårskrigen var i administrativt rod og samtidig at gennemføre den nye sprogordning. Det var en vanskelig opgave, idet dansk og tysk nationalisme hurtigt viste sig vanskeligt forenelige.
Der var lokalt, særlig i Flensborg, en yderst aktiv bevægelse for at sikre professor Christian Flor den stilling, som Regenburg besatte. Sprogforordningen blev af de tysktalende kritiseret for at behandle de komplicerede forhold i Mellemslesvig, hvor man snart talte udelukkende dansk, snart dansk og plattysk, snart overvejende plattysk efter et og samme konforme regelsæt. I politisk henseende var den skadelig for de vanskelige forhandlinger om Hertugdømmet Slesvigs statsretlige stilling, der udmøntede sig i London-protokollen af 8. maj 1852. I Sydslesvig og Holsten var sprogreskripterne en anledning til at modarbejde den danske administration som sådan. De tysksindede nationalliberale var modstandere af enevælden og ønskede en fri forfatning, mens mange holstenske embedsmænd for så vidt var tilfredse med statsordningen, men modstandere af fordanskningen af Slesvig
. Befolkningen i de tysktalende områder ydede passiv modstand mod myndighederne ved anvendelse af tyske sange og symboler. Sådanne tilkendegivelser blev straffet med bøder eller fængsel.
Formålet med den danske og også med den senere preussiske sprogpolitik var at styrke den hhv. danske eller tyske standardsprog, selv om store dele af befolkningen talte sønderjyske (f.x angeldansk), nedertyske eller frisiske dialekter.